# 遠山サキ
遠山 サキ（とおやま サキ、1928年〈昭和3年〉6月12日 - 2018年〈平成30年〉12月15日）は、日本のアイヌ文化伝承者。北海道の浦河町でアイヌ文化全般の知識や技能、技術を体得した伝承者であり、日本国内外で活躍したアイヌ文化伝承者の第一人者とされる。

## 経歴
北海道浦河町の姉茶地区で誕生した。8歳のときに姉茶尋常小学校に入学、小学3年で野深小学校に転入したが、アイヌの生まれであることを理由にいじめに遭い、あまり学校には通わずに少女時代を過ごした。
結婚後に子供たちが独立した頃より、アイヌの衣装の製作を始めた。さらに、浦河を代表する伝承者の1人である浦川タレからアイヌ文化の教えを受けて、次第にアイヌ文化に傾倒していった。
1960年（昭和35年）より、浦河ウタリ文化保存会の前身となる姉茶民芸品研究会の設立に参画した。以来、アイヌ古式舞踊の伝承・保存活動に従事すると共に、自らもアイヌ文化の振興と伝承・保存に尽力した。1962年（昭和37年）には姉茶民芸品研究会理事に就任、2000年（平成12年）までに浦河ウタリ文化保存会副会長と理事、浦河町立郷土博物館主催アイヌ文化セミナー講師などを歴任した。
1994年（平成6年）には、東京都新宿区の小田急デパートで開催された北海道物産展で、アイヌ民俗芸能実演に参加した。1998年（平成10年）には、オーストリアで開催された世界口琴大会に、次女の床みどり、三女の堀悦子と共に、ムックリ（アイヌの楽器）奏者として参加した。2003年（平成15年）からは、子供たちと孫たちによる手製の作品を持ち寄った「親子孫3世代展」を、名古屋を始めとして日本各地で開催した。
晩年には2013年（平成25年）に病気を患うまで、地元でアイヌ語やアイヌ文化を教え続けた。2018年（平成30年）12月に敗血症により、90歳で死去した。没後の2019年（平成31年）3月、生前に長女の弓野恵子が7年をかけて聞き書きした書籍『アネサㇻ シネウㇷ゚ソㇿ』が出版された。

## 受賞歴
- 1988年 - 浦河町文化奨励賞[2]
- 1992年 - アイヌ民芸品コンクール 道教育長賞[18]
- 2001年 - 北海道文化財保護功労賞[2]
- 2004年 - アイヌ文化奨励賞[2]
- 2008年 - アイヌ文化賞[11]